# Los Oblongs
Los Oblongs (The Oblongs en inglés) es una serie animada basada en una serie de personajes del libro La Siniestra Susie y otras historias para gente rara. Fue creada por Angus Oblong, responsable también del libro en que se inspira la serie. El tema central de la serie fue realizado por el dúo They Might Be Giants.
La serie trata de las andanzas de una familia de mutantes que vive en una comunidad en un valle, y que, como consecuencia de los residuos tóxicos presentes en el lugar, todos los integrantes de esta familia sufren alguna deformación o defecto físico. Todos estos desechos tóxicos son consecuencia de la forma de vida de una comunidad de más alta sociedad conocida como "La Colina".
Fue estrenada por la cadena The WB en abril de 2001 y el mismo año. Consta de 13 episodios. La serie llegó a ser transmitida por Cartoon Network en el bloque Adult Swim en Estados Unidos (desde agosto de 2002) y Latinoamérica (desde febrero de 2006), pero en 2010 dejó de ser transmitida por la eliminación de este bloque.
En España ha sido emitida por el programa Cuatrosfera del canal Cuatro. Al igual que Mission Hill es a la fecha considerada como un programa de culto.

## Personajes

### La familia Oblong
- Robert Sheldon "Bob" Oblong. Es el padre de la familia Oblong. Nació sin brazos ni piernas. Trabaja en la fábrica de veneno.

- Marie Kay "Pickles" Oblong. Es la madre de la familia Oblong. Es alcohólica y una fumadora compulsiva. Aparte es asidua a asistir a un bar llamado el "Balde Oxidado", también es adicta al sexo. Nació en la colina pero se mudó al valle al conocer a Bob, desde entonces no tiene pelo, por lo que usa una peluca rubia.

- Chip James y Biff Eugene Oblong. Los hijos mayores de la familia, gemelos siameses aunque muy distintos. Están unidos por el costado y tienen 3 piernas, lo cual les provoca más de una discusión por la pierna del medio. Cuando uno de los dos quiere tener "intimidad", el otro entra en coma voluntario para dejarlo solo. Uno solo piensa en mujeres y en particular en pezones mientras que el otro solo piensa en ejercitarse y en los principios que le enseña su entrenador del que al parecer se encuentra enamorado.

- Milo Francis Oblong. Es el hijo mediano de la familia Oblong. Posee numerosos traumas mentales y sociales, incluyendo el típico americano déficit de atención con hiperactividad, por lo cual es enviado erróneamente a una Escuela para retardados. Tiene una cabeza grande y débil con un único cabello, suele ir con un ojo cerrado.

- Elizabeth Lauren "Beth" Oblong. Es la pequeña de la familia Oblong. Tiene un extraño tumor rosado creciéndole en la cabeza. Es cariñosa y quizás la más inteligente de la familia.

- Emma Patricia "Grammy" Oblong. Es la madre de Bob. Se encuentra en estado vegetativo y nunca habla. Se comunica a través de un comunicador electrónico, cuya luz verde significa "sí", la luz roja significa "no"; y si esta última se muestra intermitente, significa que la abuela se ensució y urge que la cambien.

- Lucky Oblong. Es el gato de la familia. Adicto al tabaco.

- Scottie Oblong. Es el perro de Milo. Es  narcoléptico después de haber sido usado para pruebas en la fábrica de veneno.

### Amigos de Milo
- Helga Marie Phugly. Es obesa, pero se engaña a sí misma diciendo que es popular y amiga de las Debbies parece un sapo.

- Susane Marcheline Rachelle "Creepy Susie" Garnier. Es una chica gótica y con tendencias suicidas.

- Margaret Anna "Peggy" Weggy. Tiene solo un pecho, carece de quijada y tiene los dientes superiores salidos (como de conejo) lo que le provoca que escupa y tenga dificultades al hablar.

- Michael Marshall "Mikey" Butts. Posee un trasero más grande de lo normal, por lo que no puede llevar calzoncillos y lleva en su lugar un sujetador de su abuela. Tiene una gran tendencia a sufrir accidentes.

### Otros personajes
- George Klimer.Es el adinerado jefe de Bob y máximo representante de los habitantes de la colina.

- Pristine Klimer. Es la mujer de George Klimer. Pristine fue amiga de Pickles antes de que esta se mudara al valle, ahora solo intenta ridiculizarla.

- Jared Klimer. Es el hijo mayor de la familia Klimer.

- Las Debbies. Las Debbies son las chicas más populares de la ciudad, todas viven en la colina. No se sabe exactamente cuantos son (al menos 6) son idénticas entre ellas, aunque no guardan ningún parentesco. Una de ellas es hija de los Klimer y otra del Alcalde.

- Anita Bidet. Es una mujer transexual dueña de The Rusty Bucket, el bar al que suele ir Pickles. No se rasura las piernas, usa vestido, tiene voz grave pero habla suavemente, y sus pechos son 2 naranjas.

- James. Es el jorobado compañero de trabajo de Bob.

- Alcalde.  Es el alcalde de la ciudad y luchador de wrestler por lo que siempre va con una de las máscaras típicas de este deporte.
- Ivette. Amiga de las Debbies. La diferencia de ellas es su cabeza en forma ovalada, dando la imagen de un "alien". Es el amor platónico de Milo.

## Episodios
Nota: Los títulos de los episodios están en inglés.
| #  | # Prod. | Fecha original de emisión | Título del episodio       |
| -- | ------- | ------------------------- | ------------------------- |
| 1  | 236-001 | 1 de abril de 2001        | Misfit Love               |
| 2  | 236-003 | 8 de abril de 2001        | Narcoleptic Scottie       |
| 3  | 236-009 | 15 de abril de 2001       | Milo Interrupted          |
| 4  | 236-011 | 22 de abril de 2001       | Bucketheads               |
| 5  | 236-013 | 29 de abril de 2001       | Heroine Addict            |
| 6  | 236-008 | 6 de mayo de 2001         | The Golden Child          |
| 7  | 236-005 | 13 de mayo de 2001        | Flush, Flush, Sweet Helga |
| 8  | 236-002 | 20 de mayo de 2001        | Disfigured Debbie         |
| 9  | 236-004 | 25 de agosto de 2002      | Pickles' Little Amazons   |
| 10 | 236-006 | 9 de septiembre de 2002   | Get Off My Back           |
| 11 | 236-007 | 15 de septiembre de 2002  | Please Be Genital         |
| 12 | 236-010 | 6 de octubre de 2002      | My Name is Robbie         |
| 13 | 236-091 | 20 de octubre de 2002     | Father of the Bribe       |